# Kad svane dan
Kad svane dan é um filme de drama sérvio de 2012 dirigido e escrito por Goran Paskaljević. Foi selecionado como representante da Sérvia à edição do Oscar 2013, organizada pela Academia de Artes e Ciências Cinematográficas.

## Elenco
- Mustafa Nadarević - Professor Miša Brankov
- Mira Banjac - Ana Brankov
- Zafir Hadžimanov - Marko Popović
- Predrag Ejdus - Rabbi
- Meto Jovanovski - Mitar
- Toma Jovanović - Najfeld